# Kálvin tér (Budapests tunnelbana)
Kálvin tér är en tunnelbanestation samt knutpunkt på linje M3 samt M4 i Budapests tunnelbanesystem. Stationen ligger under torget Kálvin tér där även flera av Budapests spårvagnar stannar. Det ungerska nationalmuseet ligger nära denna station.
Linje M3 öppnade år 1976 och linje M4 som invigdes 2014 korsar linje M3. Den femte tunnelbanelinjen som i dagsläget endast är på planeringsstadiet beräknas även denna gå förbi denna station i fall bygget påbörjas.

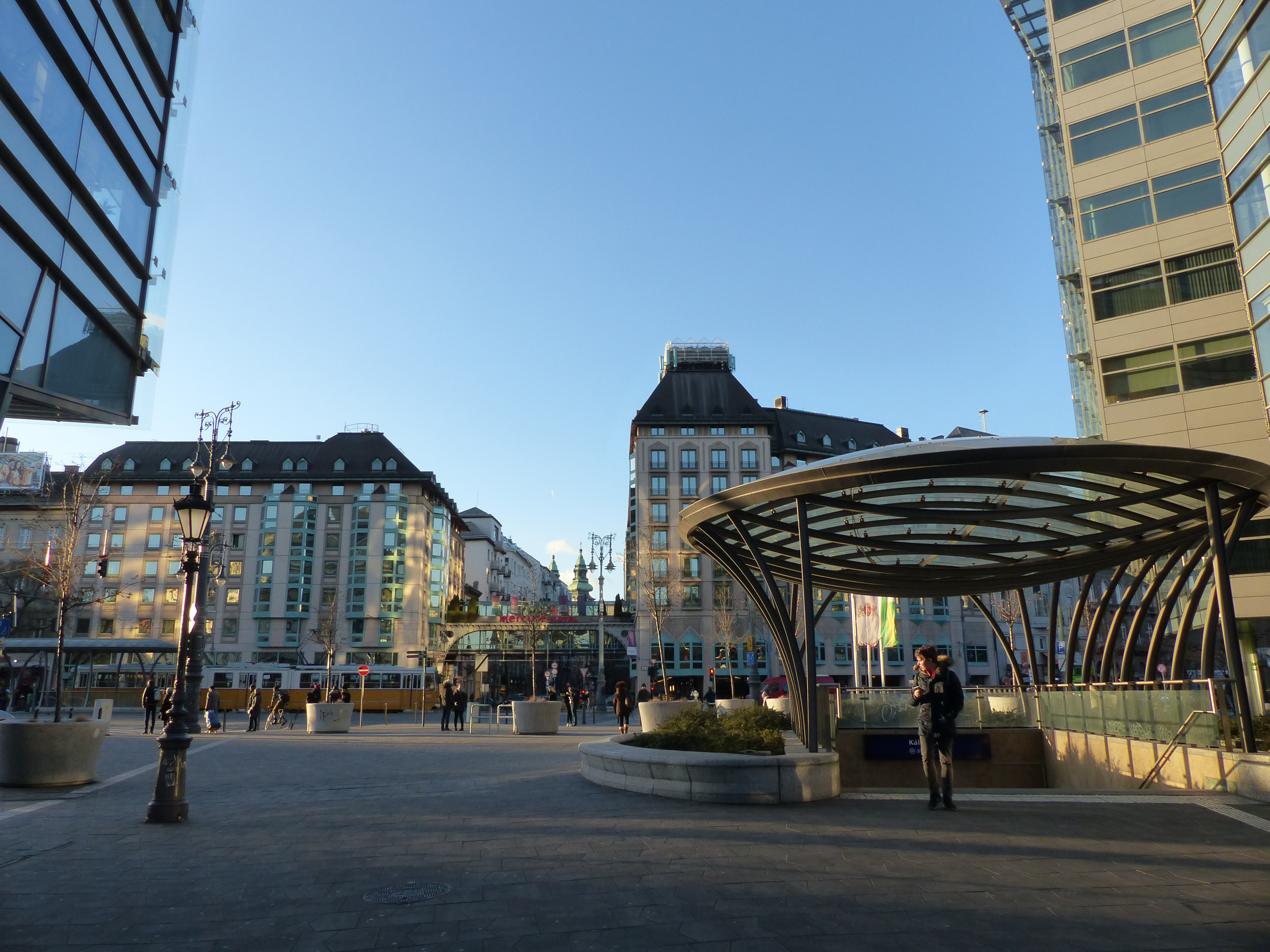
Entré
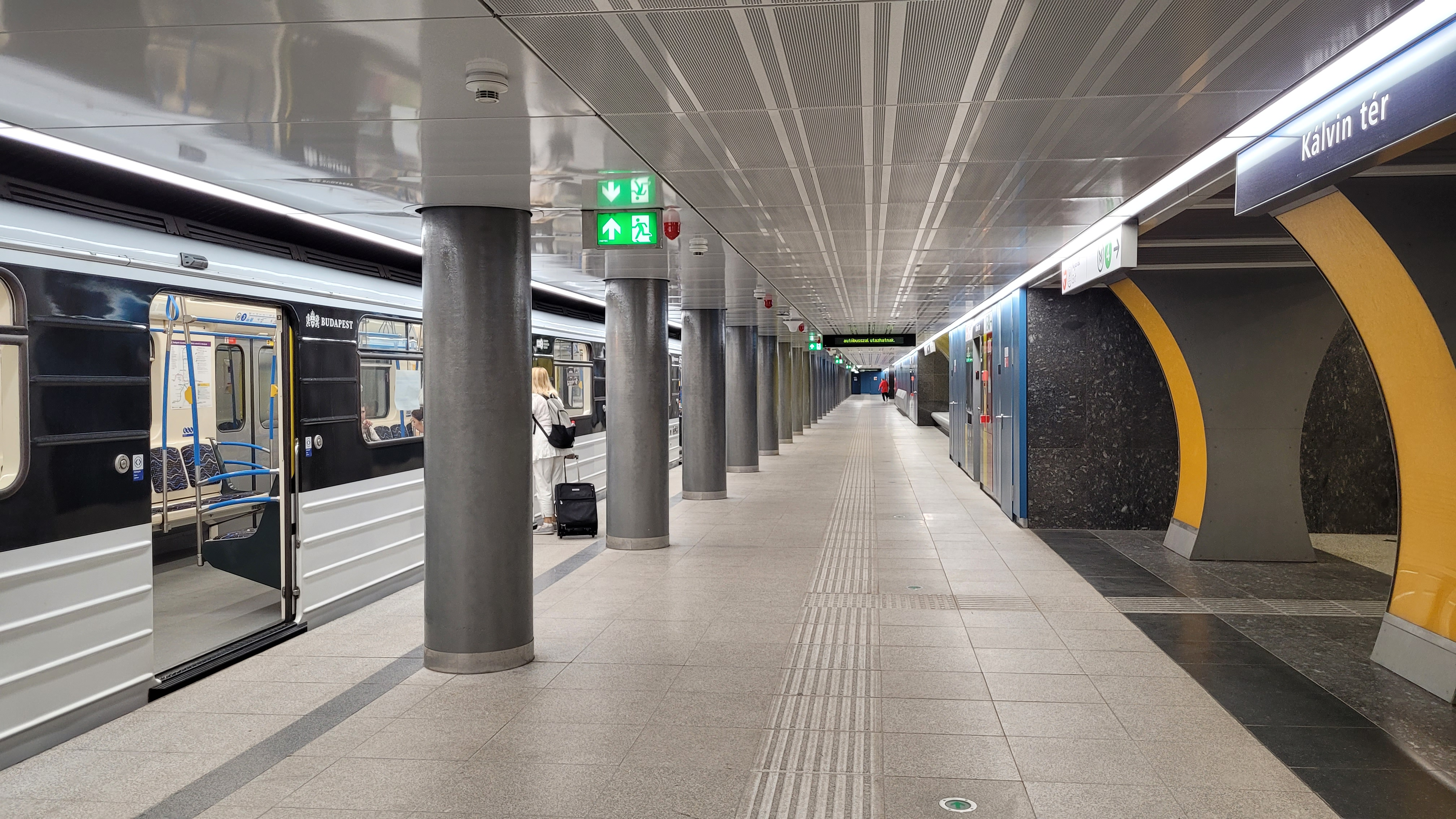
Linje M3
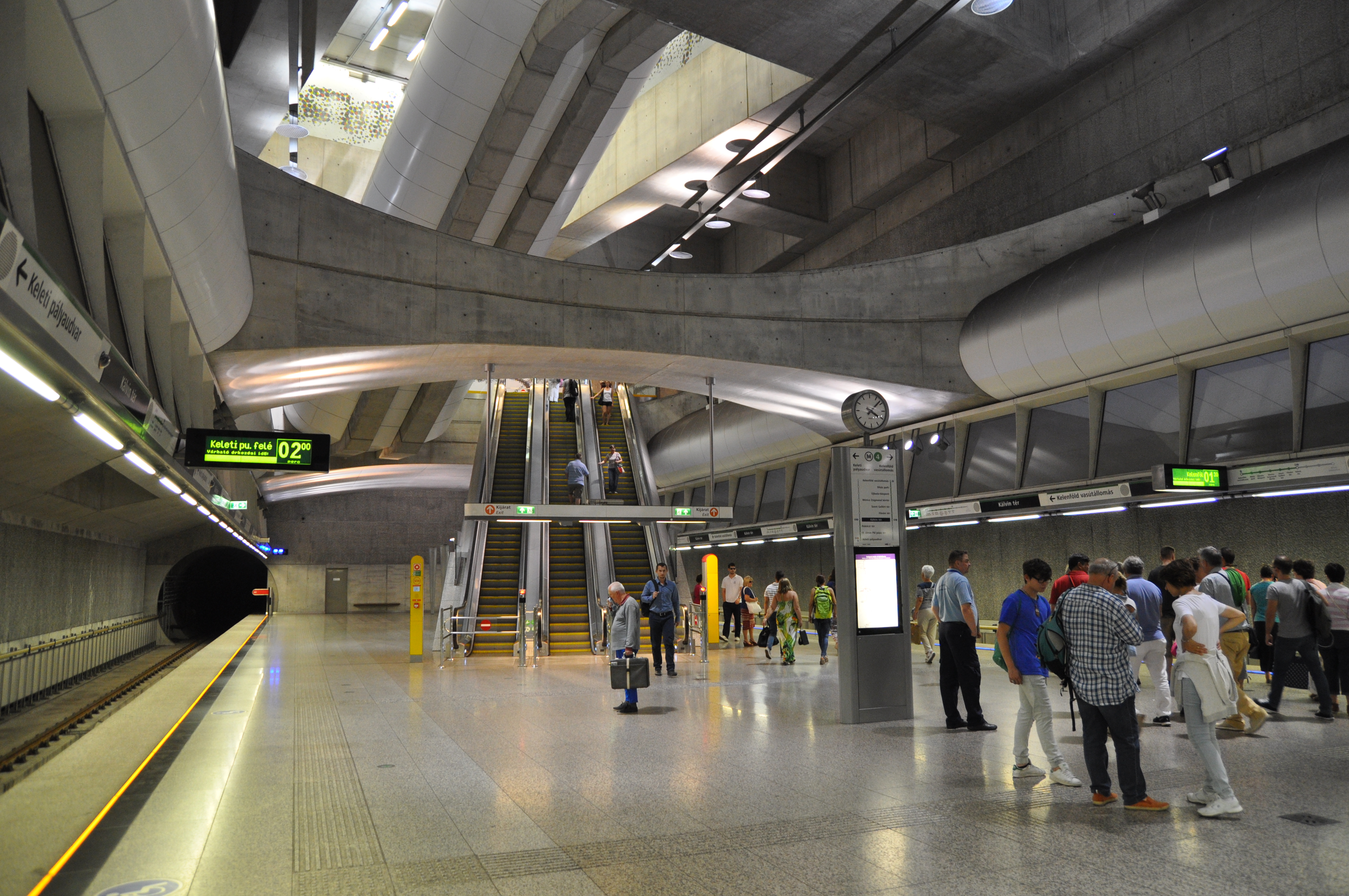
Linje M4